# Difenzoquatmethylsulfat
Difenzoquatmethylsulfat ist eine chemische Verbindung aus der Gruppe der Pyrazoliumderivate.

## Gewinnung und Darstellung
Difenzoquatmethylsulfat kann durch eine mehrstufige Reaktion aus Acetophenon mit Benzaldehyd und anschließende Reaktion der jeweiligen Zwischenprodukte mit Brom, Natriummethanolat, Methylhydrazin und Dimethylsulfat gewonnen werden.

## Eigenschaften
Difenzoquatmethylsulfat ist ein farbloser Feststoff, welcher gut löslich in Wasser ist. In den meisten organischen Lösungsmitteln ist es schlecht löslich.

## Verwendung
Difenzoquatmethylsulfat wird als Herbizid zur Eindämmung von Hafer bei Weizen und Gerste verwendet, wobei der Träger der Wirkung das 1,2-Methyl-3,5-diphenylpyrazolium-Ion (Difenzoquat-Ion) ist. Die herbiziden Eigenschaften der Verbindung wurde 1973 bei der American Cyanamid entdeckt und 1975 zugelassen. Difenzoquat kann zur Vergilbung der Blätter führen, wenn es bei Getreidepflanzen eingesetzt wird, die durch Kälte und Nässe oder heißes und trockenes Wetter oder Nährstoffmangel gestresst sind.

## Zulassung
In den EU-Staaten wie Deutschland und Österreich sowie in der Schweiz sind keine Pflanzenschutzmittel zugelassen, die diesen Wirkstoff enthalten.

## Handelsnamen
Avenge, Finaven, Yeh-Yan-Ku